# Elias Nordström
Elias Magnus Nordström, född 7 april 2004 i Jönköping, är en svensk fotbollsspelare som spelar för Åtvidabergs FF.

## Karriär
Nordströms moderklubb är Barnarps IF, som han 2017 lämnade för spel i Jönköpings Södra. Den 1 juni 2020 flyttades Nordström upp i J-Södras A-lag. Nordström debuterade i Superettan den 27 juni 2020 i en 3–0-förlust mot Halmstads BK, där han blev inbytt på övertid mot Edin Hamidovic. Totalt gjorde han två inhopp under säsongen 2020.
I J-Södras premiärmatch av Superettan 2021 den 11 april gjorde Nordström sitt första tävlingsmål i en 5–1-seger över Vasalunds IF.
I maj, Superettan 2022, gjorde han uppmärksammade mål på två matcher i rad.'
I augusti 2022 värvades Nordström av Pisa. Han blev då moderklubbens Barnarps IF första utlandsproffs. 
Han spelar nu (april 2023) i Pisas ungdomslag, som huserar i Primavera 2 - B och har redan hunnit debuterat i de två olika ungdomscuperna (Viareggio Cup och Coppa Primavera).
Den 25 juli 2023 blev det officiellt att Nordström återvände till Jönköpings Södra på ett korttidslån.
Den 28 februari 2024 stod det klart att Nordström stannade kvar i Jönköpings Södra på ett säsongslån.